# 普夏诺
普夏诺（義大利語：Pusiano），是意大利科莫省的一个市镇。总面积3平方公里，人口1315人，人口密度438.3人/平方公里（2009年）。ISTAT代码为013193。